# Hermann Ludwig von Helmholtz
Hermann Ludwig Ferdinand von Helmholtz (Potsdam, 1821. augusztus 31. – Charlottenburg, 1894. szeptember 8.) német orvos és fizikus.
Több tudományterületen is maradandót alkotott. A fizikában az energiamegmaradás törvénye, elektrodinamikai, termodinamikai kutatások, és a termodinamika mechanikai megalapozása fűződik nevéhez. A fiziológia, neurofiziológia területén meghatározta az idegimpulzusok sebességét, a szem és a látás matematikai modelljével, a térlátással és a színlátással foglalkozott, továbbá a hallás kutatásában a hangok magasságának és erősségének észlelésével. Feltalálta a szemfenéktükröt.
Filozófusként tudományfilozófiával, az észlelés törvényeinek és a természet törvényeinek kapcsolatával, az esztétika tudományával és a tudomány társadalomra gyakorolt hatásával is foglalkozott. Munkássága során végig meghatározó volt az empirista szemlélet. Egy német kutatóintézetet, a Helmholtz Associationt róla nevezték el.
1872-ben a Magyar Tudományos Akadémia tiszteleti tagjává választották.

## Életpályája
Hermann Ludwig Ferdinand von Helmholtz 1821. augusztus 31-én született a németországi Potsdamban. Édesanyja Caroline Penn volt. Édesapja, Ferdinand Helmholtz a potsdami Gymnasiumban filológiát és filozófiát oktatott, emellett közeli barátja volt a filozófus és író Immanuel Hermann Fichtének. Helmholtz későbbi munkáján észrevehető Fichte hatása, ahogy Kanté is. Elméleteiket a fiziológia területén használta fel.

### Tanulmányai
Eleinte édesapja oktatta otthon, ám tanulmányaival nem haladt jól, de ez pusztán gondolati függetlenségének tudható be. Apja orvosi pályára szánta, viszont Helmoltzot inkább a természettudományok érdekelték. Jelentkezett a Gymnasiumba, mert úgy döntött, fizikus lesz. Ez a vágya anyagi okok miatt nem teljesülhetett, így végül a berlini orvosi intézetben tanult.

### Későbbi évei
1842-ben orvosként kezdett dolgozni a katonaságnál, ám emellett folytatta matematikai és fizikai tanulmányait is. Az energiamegmaradásról szóló elméletei ráébresztették környezetét arra, hogy Helmholtz helye nem a hadseregnél, hanem sokkal inkább az akadémián lenne. 1849-től hét éven át a königsbergi egyetem fiziológia-professzora volt. Ezután hasonló posztot látott el Bonnban, majd Heidelbergben, ahol egészen 1871-ig élt. Utolsó munkahelye a berlini egyetemen volt fizika-professzorként.

## Főbb tudományos eredményei

### Energiamegmaradás
1847-ben a Fizikai Társaság előtt olvasta fel az energiamegmaradásról szóló művét. Ez az elmélet materialista nézőpontot sugall, hiszen lényege, hogy minden fizikai változásnak fizikai oka van.
Helmholtz az izmok anyagcseréjének tanulmányozása közben fedezte fel az energia megmaradásának alapját. Felbuzdulva azon, hogy élő erő nem volt szükséges az izom működtetéséhez, megpróbálta bebizonyítani, hogy nem vész el energia az izomműködés során.

### Idegimpulzusok terjedési sebességének mérése
Helmholtzot megelőzően Johannes Müller Az ember fiziológiájának kézikönyvében már készített becsléseket az idegimpulzus sebességére. Szerinte az idegek rövidsége miatt a vezetés sebessége végletesen nagy (akár a fény sebességét is elérheti), nem lehet megmérni. Helmholtz felülvizsgálta eme álláspontot. A motoros idegeknél kimográf segítségével mérte a terjedési sebességet, eredményként pedig megkapta, hogy a terjedési sebesség 30 méter másodpercenként. A szenzoros idegeknél elektromos ingerléssel a távolság függvényében végzett elemzéseket, a sebesség itt 50-100 méter/másodperc volt.
Ezek az eredmények nagy hatással voltak a tudomány haladására, a reakcióidő-mérés hátterét jelentették.

### Perceptuális kutatás
Alapgondolata a közvetlen észlelés elmélete, miszerint az érzékletek értelmezése nemtudatos következtetések útján, tapasztalatok segítségével történik. Helmholtz tehát ezen a téren is empirikus elveket vallott.
Átfogó észleléselmélete szerint a percepció kétszintű folyamat. Az alacsony szint az automatikus reakció szintje, a magas pedig a reprezentációkért felelős. Az észlelés emellett alulról felfelé, és felülről lefelé ható folyamatok összessége.

### Szemfenéktükör (oftalmoszkóp)
A szemfenéktükörrel, ezzel a forradalmian új eszközzel (1851) közvetlenül, beavatkozás nélkül vizsgálhatták a retinát, mely a központi idegrendszer része. Eme találmány Helmholtzot világhírűvé tette.

### Háromszín-elmélet
Thomas Young 1802-es feltevése szerint a szemben háromféle receptor helyezkedik el, és ezek ingerlési mintázatának eredményeképp jön létre a színérzékelés. Ezt az elméletet nagyrészt figyelmen kívül hagyták, ám 50 évvel később Helmholtz kicsit módosította és behozta a köztudatba, így Young-Helmholtz-elméletként vált ismertté.
Helmholtz elméletének az alapja, hogy a szemben háromféle szövet található, melyek külön-külön ingerelve különböző színérzetet váltanak ki (vörös, zöld és ibolya). Ha a három alapszíntől eltérő szín ingerli a szöveteket, akkor nemcsak az egyik fog működésbe lépni, hanem kettő vagy három is valamilyen kombinációban.
Sok kritika érte ezt a gondolatmenetet, leginkább azért, mert a színvakságot tanulmányozva ellentmondásokat fedeztek fel a háromszín-elméletben.
A legsikeresebb ellenszínelmélet Ewald Hering nevéhez fűződik (1874). Eszerint négy alapszín létezik, az eddigi három mellé vette a sárgát is. Az ellenszínelmélet jobb magyarázatot ad a színtévesztésre, mint a háromszín-elmélet.

### A hangmagasság-percepció helyelmélete
Helmholtzot foglalkoztatta a kérdés, hogy vajon hogyan tudunk különbséget tenni mély és magas hangok között. A hangmagasság-érzékelés kezdeti helyének a belső fül baziláris membránját tartotta, mely alapállapotban összetekert struktúra, ám széthajtogatva egyik vége keskeny, a másik széles. Itt lokalizálta a különböző magasságú hangok észlelését: a magas hangokét a keskeny oldali rostokon, a mély hangokét pedig a széles oldali rostokon.

### Vizuális térpercepció-elmélet
Helmholtz empirikus nézete szerint a téri észlelés alapja a tapasztalat, a helyjelzőket tanulással sajátíthatjuk el. Hering ezt az elméletet is cáfolta, és nativista magyarázatot adott a térpercepcióra. Ez a Helmholtz-Hering-vita (empirista-nativista ellentét) napjainkban is meghatározó.

## Magyarul megjelent művei
- A szem sugártörése. Dioptrica; Helmholtz után közli Siklósy Gyula; Egyetemi Ny., Buda, 1871
- Népszerű tudományos előadások; ford. Eötvös Loránd, Jendrassik Jenő; Természettudományi Társulat, Bp., 1874 (Természettudományi Könyvkiadó Vállalat)
- Népszerű természettudományi előadások. Faraday, Helmholtz, Pettenkofer munkáiból; ford. Déri Miksa, Hoitsy Pál et al.; Természettudományi Társulat, Bp., 1892 (Természettudományi Könyvkiadó Vállalat)